# شب‌دوست بزرگ
شب‌دوست بزرگ(نام علمی: Otolemur) نام یک سرده از تیره شب‌دوست است.